# Abducción (anatomía)

Planos anatómicos en un ser humano.

La abducción (del latín tardío abductio y -ōnis 'separación'), también conocida como separación, es el movimiento en que una parte del cuerpo se aleja respecto al plano de simetría medial. Por lo tanto, es un movimiento de dirección transversal. Por ejemplo, caídos los brazos a lo largo del cuerpo, su elevación lateral por la acción del músculo deltoides principalmente. Dicho músculo es abductor del brazo.
El movimiento opuesto a la abducción es la aducción.